# Theater Ducourneau

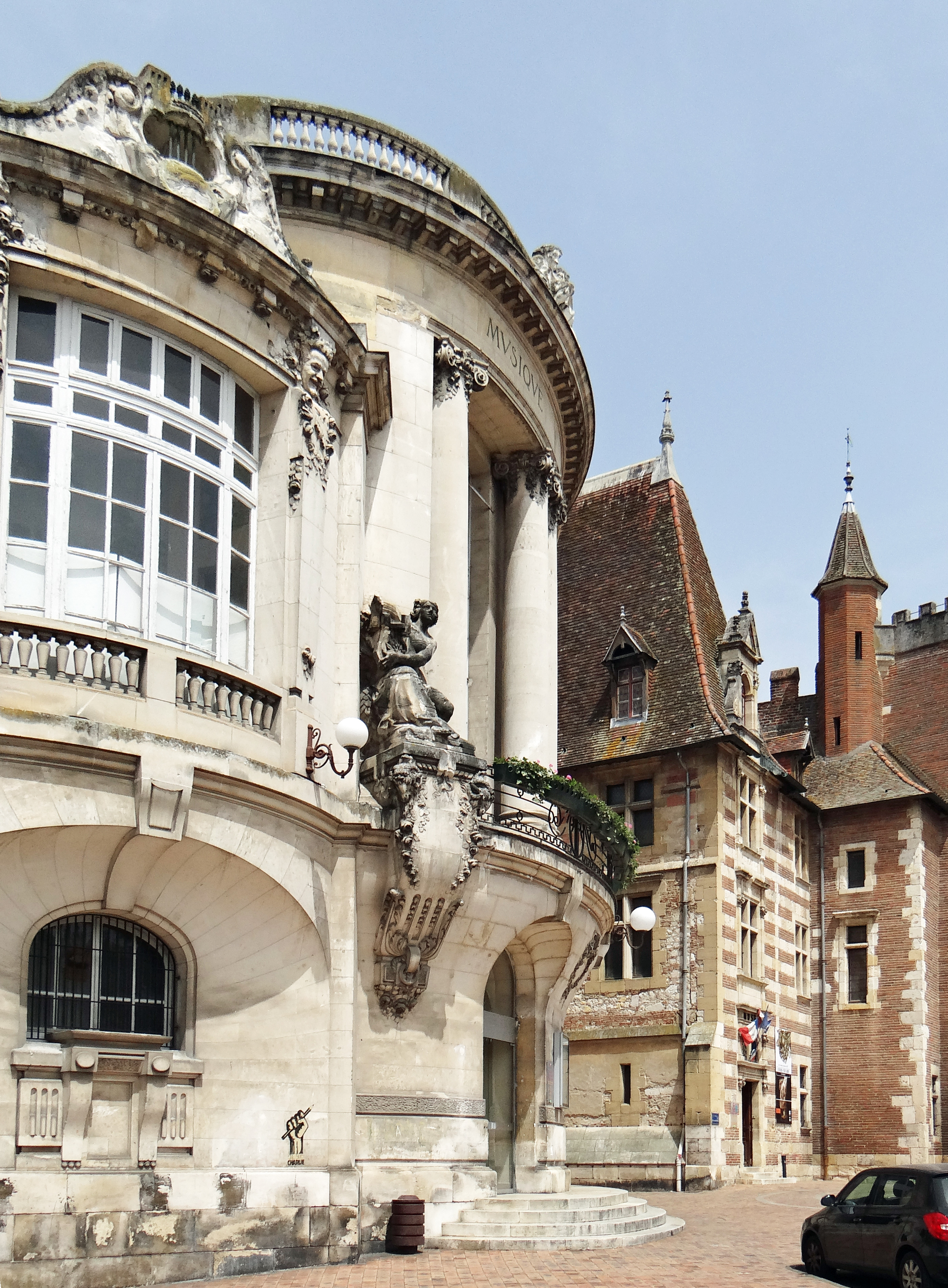
Theatergebäude links mit mittelalterlichem Musée des Beaux-Arts

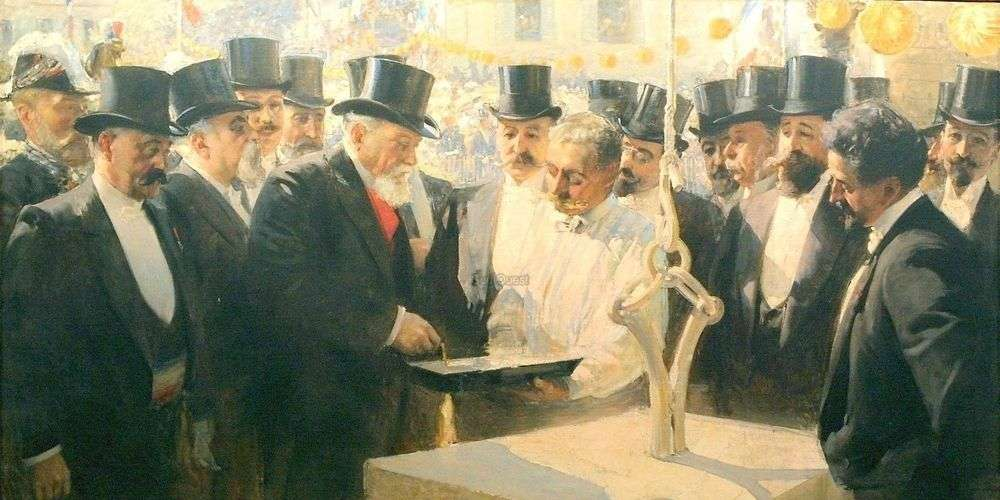
Grundsteinlegung 1906 mit Staatspräsident Armand Fallières (vorn mit weißem Bart und Kelle)

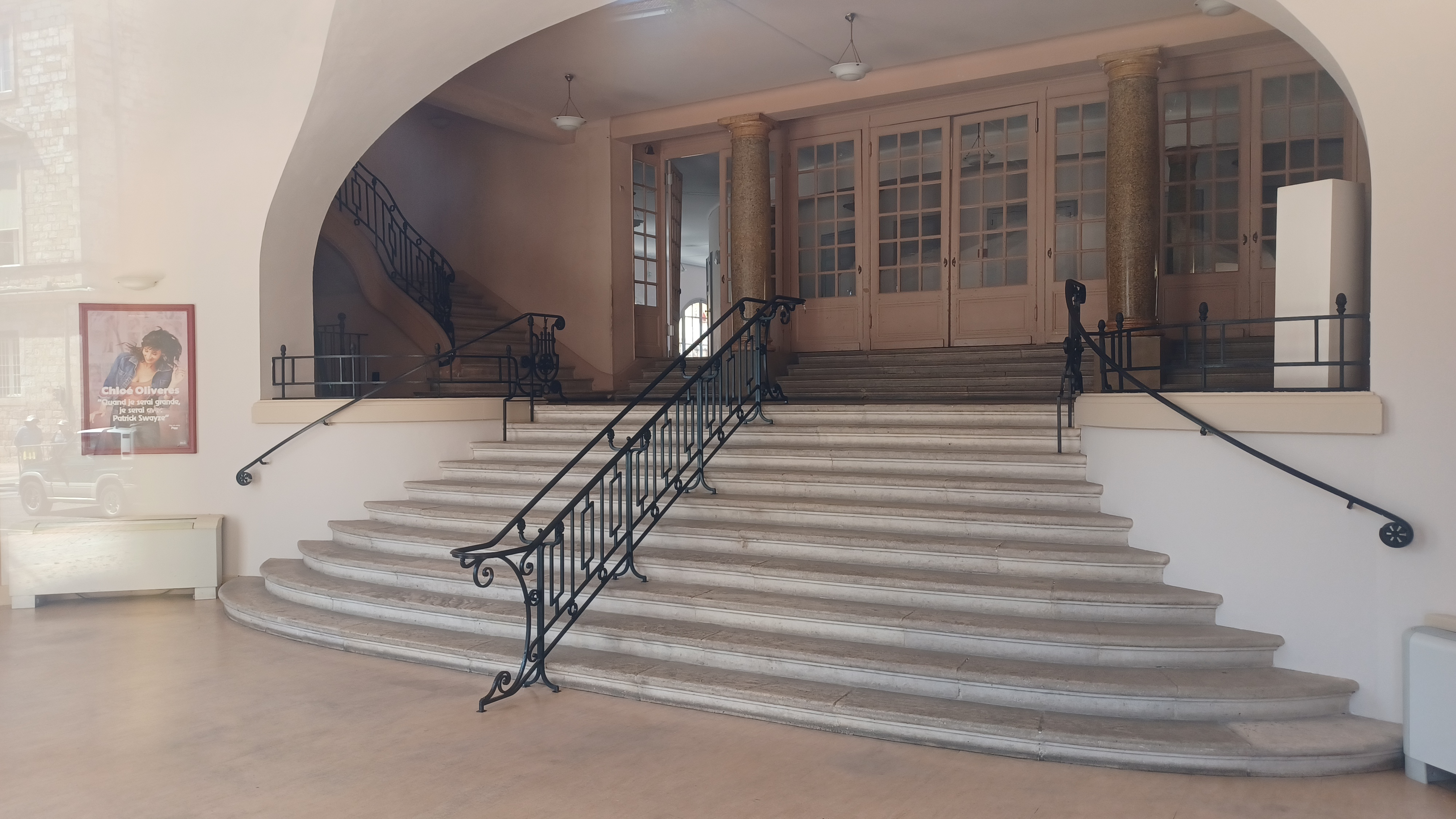
Foyer

Das Théâtre Ducourneau (Theater Ducourneau) in Agen, Hauptstadt des Départements Lot-et-Garonne in Frankreich, ist ein öffentliches Theater an der Place du Docteur Esquirol. Das Bauwerk stammt von Guillaume Tronchet (1867–1959), wurde durch ein großzügiges Legat des Unternehmers Alphonse-Pierre Ducourneau (1841–1903) ermöglicht und steht seit 1986 unter Denkmalschutz.

## Geschichte
Der Vorgängerbau, das Théâtre Municipal Moncorny von 1806 war zu klein geworden und zu wenig repräsentativ. Es wurde 1906 zusammen mit anderen, westlich stehenden Gebäuden abgetragen, um genügend Platz zu haben für eine städtebauliche Lösung, die den Wünschen des aufstrebenden Bürgertums gerecht werden konnte. Das östlich stehende, spätmittelalterliche Gebäude, in dem heute das Musée des Beaux-Arts untergebracht ist, blieb erhalten und bildet einen architektonisch großen Kontrast zu dem monumentalen, neoklassischen Theater im italienischen Stil.
Der Auftrag an den Architekten erfolgte nach einem Wettbewerb im Februar 1906. Als Baumaterial kam der gerade erst entwickelte Amalga-Beton zum Einsatz, ein Stahlbeton, der freitragende Balkone zur besseren Sicht auf die Bühne ermöglichte und zudem den Brandschutz einhielt. Die Inneneinrichtung stammt von lokalen Künstlern. Besonders erwähnenswert ist das Deckenfresko Allegorie der Musik von Antoine Calbet.
Ursprünglich besaß das Theater 1000 Sitzplätze. Aufgrund geänderter Komfort- und Sicherheitsbedürfnisse wurde die Zahl inzwischen auf 632 reduziert.
Baulich hervorzuheben sind die Rotundenfassade, die zu dieser Zeit noch kaum so gebaut wurde, sowie der sehr frühe Einsatz von Beton für öffentliche Gebäude. Das Theater Ducourneau gilt als eines der frühesten in Frankreich.